# Agrostis korczaginii
Agrostis korczaginii är en gräsart som beskrevs av Senjan.-korcz. Agrostis korczaginii ingår i släktet ven, och familjen gräs. Inga underarter finns listade i Catalogue of Life.